# Fort-Moville
Fort-Moville ist eine französische Gemeinde mit 510 Einwohnern (Stand: 1. Januar 2022) im Département Eure in der Region Normandie. Sie gehört zum Arrondissement Bernay und ist Teil des Kantons Beuzeville. Die Einwohner werden Fort-Movillais genannt.

## Geografie
Fort-Moville liegt etwa 28 Kilometer südöstlich von Le Havre. Umgeben wird Fort-Moville von den Nachbargemeinden Saint-Maclou im Norden und Nordosten, Triqueville im Osten, Martainville im Süden sowie Le Torpt im Westen.
Durch die Gemeinde führt die Autoroute A13.

## Bevölkerungsentwicklung
| 1962                      | 1968 | 1975 | 1982 | 1990 | 1999 | 2006 | 2013 |
| ------------------------- | ---- | ---- | ---- | ---- | ---- | ---- | ---- |
| 330                       | 266  | 241  | 244  | 261  | 312  | 367  | 449  |
| Quelle: Cassini und INSEE |      |      |      |      |      |      |      |

## Sehenswürdigkeiten

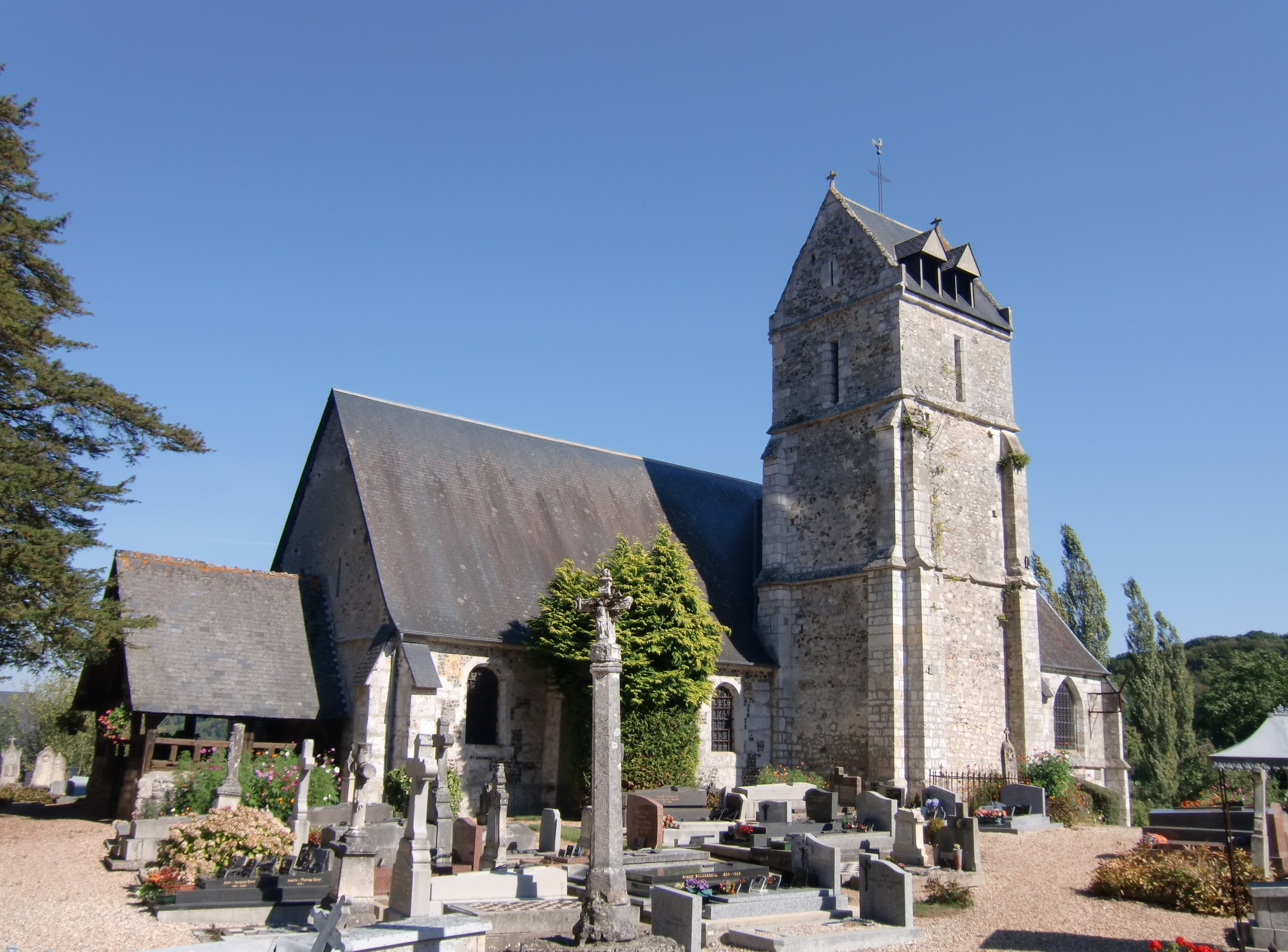
Kirche Saint-Jean-Baptiste

- Kirche Saint-Jean-Baptiste aus dem 14. Jahrhundert, Umbauten aus dem 16. Jahrhundert
- Pfarrhaus aus dem 17. Jahrhundert
- Schloss La Fosse